# Gabriel Gyldenstierne
Gabriel Gyldenstjerne (død 25. februar 1555 Restrup) var en dansk rigsråd. 
Han var søn af Henrik Knudsen Gyldenstjerne (død 1517). 
Han var lensmand på Københavns Slot 1535-36, den største del af denne tid dog formentlig kun af navn, derefter til sin død på Ørum i Thy som pantelen. Desuden havde han nogle år (til 1544) Hundslund Kloster i forlening. I 1536 deltog han i de forhandlinger, som førte til det biskoppelige slot Silkeborgs overgivelse til kongen. I 1543 var han en af de kommissærer, der på kronens vegne forhandlede med de jyske bønder, som i Grevens Fejde havde sluttet sig til Skipper Clement, om tilbagegivelsen af deres gårde. 
I 1548 fulgte han prinsesse Anna til hendes ægteskab med August af Sachsen. Han fik sæde i rigsrådet omkring 1549. Han var en velstående mand, der ofte måtte hjælpe regeringen i dens pengenød med lån. Han døde 1555 på Restrup, og i den nærliggende Sønderholm Kirke rejstes der et monument over ham af enken, Kirstine Friis, datter af Jep Friis til Lyngholm og enke efter Holger Holgersen Rosenkrantz (død 1534). Ægteskabet med hende, der blev indgået 1537 og var barnløst, bragte ham i en langvarig retlig strid med hendes første mands slægt. Hun døde 16. maj 1565.